# K. Michelle

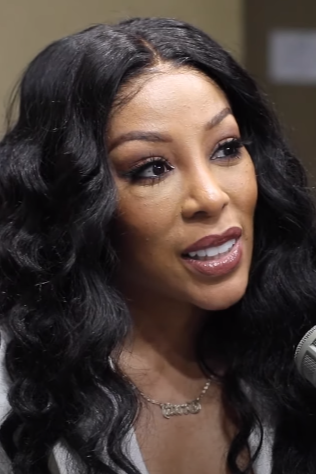
K. Michelle (2019)

K. Michelle (* 4. März 1982 in Memphis, Tennessee; vollständiger Name Kimberly Michelle Pate) ist eine US-amerikanische R&B-Sängerin.

## Karriere
Kimberly Michelle Pate lernte in ihrer Jugend Gitarre und Klavier spielen und bekam Gesangsunterricht. Durch ihre musikalische Leistung bekam sie auch ein Stipendium für die Florida A&M University. Nach dem Studium unterschrieb sie 2008 einen Plattenvertrag bei Jive Records und hatte kurz darauf bereits erste Erfolge mit den Singles Self Made und Fakin’ It, bei denen sie von Gucci Mane bzw. Missy Elliott unterstützt wurde. Daneben veröffentlichte sie noch Mixtapes, ein Album erschien jedoch nicht. 2012 ging sie zum Sender VH1 und trat in der Reality-TV-Show Love & Hip Hop auf und wurde dort bekannt für ihre freche, direkte Art und ihre lockeren Sprüche.
Nach ihrer Entdeckung bei VH1 wechselte sie zum Major-Label Atlantic und bereitete ihr Debütalbum vor. Rebellious Soul erschien im Sommer 2013 und erreichte auf Anhieb Platz 1 der R&B-Charts und Platz 2 der offiziellen Albumcharts. Zwei Songs daraus, V.S.O.P. und Can’t Raise a Man, kamen auch in die offiziellen Singlecharts. Bei den Soul Train Awards wurde sie als Best New Artist ausgezeichnet. Es folgte ihre erste große US-Tour. Außerdem wurde eine Musical-Version ihres Albums für VH1 produziert. Der Sender gab ihr auch eine eigene Sendung mit dem Titel K. Michelle: My Life, die 2014 anlief. Kurz nach dem Start erschien das zweite Album Anybody Wanna Buy a Heart?, das in den US-Charts auf Platz 6 kam.
Zwei Jahre später folgte im Frühjahr sowohl eine zweite Staffel der eigenen VH1-Serie als auch ein weiteres Album von K. Michelle. Mit More Issues Than Vogue kam sie zum zweiten Mal auf Platz 1 der R&B- und Platz 2 der offiziellen Charts.

## Diskografie

### Alben
| Jahr | Titel                                                 | Höchstplatzierung, Gesamtwochen, AuszeichnungChartplatzierungen (Jahr, Titel, Platzierungen, Wochen, Auszeichnungen, Anmerkungen) | Höchstplatzierung, Gesamtwochen, AuszeichnungChartplatzierungen (Jahr, Titel, Platzierungen, Wochen, Auszeichnungen, Anmerkungen) | Anmerkungen                            |
| Jahr | Titel                                                 | US | R&B | Anmerkungen                            |
| ---- | ----------------------------------------------------- | --- | --- | -------------------------------------- |
| 2013 | Rebellious Soul                                       | US2 Gold · (24 Wo.)US | R&B1 (43 Wo.)R&B | Erstveröffentlichung: 13. August 2013  |
| 2014 | K. Michelle: The Rebellious Soul – Musical Soundtrack | — | R&B28 (1 Wo.)R&B | EP                                     |
| 2014 | Anybody Wanna Buy a Heart?                            | US6 (13 Wo.)US | R&B2 (28 Wo.)R&B | Erstveröffentlichung: 4. Dezember 2014 |
| 2016 | More Issues Than Vogue                                | US2 (7 Wo.)US | R&B1 (19 Wo.)R&B | Erstveröffentlichung: 25. März 2016    |
| 2017 | Kimberly: The People I Used to Know                   | US56 (1 Wo.)US | R&B23 (1 Wo.)R&B | Erstveröffentlichung: 8. Dezember 2017 |
| 2020 | All Monsters Are Human                                | US51 (1 Wo.)US | R&B29 (1 Wo.)R&B | Erstveröffentlichung: 31. Januar 2020  |

### Mixtapes
- 2010: What’s the 901?
- 2010: For Colored Girls / Pre-Pain Medicine
- 2011: Signed, Sealed, Delivered
- 2012: 0 Fucks Given
- 2014: Still No Fucks Given

### Singles
| Jahr | Titel Album                                     | Höchstplatzierung, Gesamtwochen, AuszeichnungChartplatzierungen (Jahr, Titel, Album, Platzierungen, Wochen, Auszeichnungen, Anmerkungen) | Höchstplatzierung, Gesamtwochen, AuszeichnungChartplatzierungen (Jahr, Titel, Album, Platzierungen, Wochen, Auszeichnungen, Anmerkungen) | Anmerkungen                                                                                              |
| Jahr | Titel Album                                     | US | R&B | Anmerkungen                                                                                              |
| ---- | ----------------------------------------------- | --- | --- | --- |
| 2009 | Self Made What’s the 901?                       | — | R&B89 (5 Wo.)R&B | feat. Gucci Mane Autoren: K. Michelle, C. Gholson, M. Jiminez, S. Hill, K. Taylor, R. Davis, E. Crawford |
| 2009 | Fakin’ It What’s the 901?                       | — | R&B100 (2 Wo.)R&B | feat. Missy Elliott Autoren: K. Michelle, E. Williams, E. Dean, E. Crawford, M. Elliott                  |
| 2010 | Fallin’ What’s the 901?                         | — | R&B56 (20 Wo.)R&B | Autoren: D. Johnson, A. Floyd, K. Michelle, B. Hull, N. M. Walden                                        |
| 2010 | I Just Can’t Do This Signed, Sealed & Delivered | — | R&B53 (12 Wo.)R&B | Autor: R. Kelly                                                                                          |
| 2011 | How Many Times Signed, Sealed & Delivered       | — | R&B53 (14 Wo.)R&B | Autoren: S. Garrett, E. Williams                                                                         |
| 2013 | V.S.O.P. Rebellious Soul                        | US89 Gold · (4 Wo.)US | R&B27 (20 Wo.)R&B | Autoren: P. Renae, A. Wansel, W. Felder, L. Peters, W. Jeffrey, W. Boyd, E. Powell                       |
| 2014 | Can’t Raise a Man Rebellious Soul               | US94 Platin · (7 Wo.)US | R&B23 (16 Wo.)R&B | Autoren: K. Michelle, T. Taylor, E. Lewis, M. Timothee, N. McDowell                                      |
| 2014 | Love ’Em All Anybody Wanna Buy a Heart?         | US— PlatinUS | R&B35 (11 Wo.)R&B | Autoren: K. Michelle, B. Atterberry, R. S. Taylor, R. Jackson, B. A. M.                                  |

Weitere Singles
- 2012: Kiss My Ass
- 2015: Hard to Do (US: Gold)
- 2016: Not a Little Bit
- 2016: Ain’t You

## Auszeichnungen für Musikverkäufe
| Goldene Schallplatte - Vereinigte Staaten - 2024: für das Lied Maybe I Should Call - 2024: für das Lied Cry - 2025: für das Lied The Rain |

Anmerkung: Auszeichnungen in Ländern aus den Charttabellen bzw. Chartboxen sind in ebendiesen zu finden.
| Land/RegionAuszeichnungen für Musikverkäufe (Land/Region, Auszeichnungen, Verkäufe, Quellen) | Gold     | Platin     | Verkäufe  | Quellen  |
| -------------------------------------------------------------------------------------------- | -------- | ---------- | --------- | -------- |
| Vereinigte Staaten (RIAA)                                                                    | 6× Gold6 | 2× Platin2 | 4.500.000 | riaa.com |
| Insgesamt                                                                                    | 6× Gold6 | 2× Platin2 |           |          |